# Valéria Polizzi
Valéria Piassa Polizzi (São Paulo, 1971) é uma escritora, palestrante e ativista brasileira.

## Carreira
É autora, entre outras obras, do livro Depois daquela viagem – Diário de bordo de uma jovem que aprendeu a viver com Aids,  primeira autobiografia sobre o HIV/AIDS publicada no Brasil pela Editora Ática em 1997. No livro, relata como contraiu o vírus da AIDS aos 16 anos com o primeiro namorado. A obra também trata de sua adolescência, das aventuras com os amigos, do despertar da sexualidade, da apreensão diante do vestibular, do momento da descoberta do diagnóstico, das questões com a doença e a morte, das viagens que mudaram sua vida e de como aprendeu a lidar com o vírus e o preconceito. Expõe como a infecção mudou sua vida, sentimentos, atitudes e jeito de viver.
Depois daquela viagem tem mais de 2 milhões de exemplares vendidos, ficando por meses nas listas de mais vendidos. Foi traduzido na Itália, Portugal, Alemanha, Áustria, Espanha e em vários países da América Latina. Ele foi selecionado para o PNBE, Programa Nacional Biblioteca da Escola em 2006 e 2018 sendo distribuído para instituições públicas de todo o país.
Na época do lançamento, deu diversas entrevistas para os principais meios de comunicação, entre eles, Folha teen, Folha de S. Paulo, Fantástico, Globo Repórter, Altas horas, Veja, Época e Capricho matéria de capa, quebrando preconceitos, desmistificando a Aids e passando informações.
Sua obra é considerada o melhor livro do ano de 1987 pelos leitores do Folha Teen - Folha de S. Paulo. E ela é convidada a assinar a coluna Papo de Garota da revista Atrevida onde escreve por oito anos.  E ganha o Prêmio Sheila Cortopassi de Oliveira como a personalidade que mais se destacou na luta contra Aids em 1998.
Em 2001 casa-se com um austríaco e vive alguns anos na Áustria, one estuda Alemão para estrangeiros na Universidade de Viena. Nos anos seguintes lança dois livros de crônicas para adolescente, Papo de garota (Ed. O nome da rosa, 2001) e Enquanto estamos crescendo (Ed. Ática, 2003)
Valéria é palestrante sobre o tema da prevenção do HIV/Aids por mais de 15 anos, visitando escolas em todo o Brasil onde seu livro é adotado. Ela também se torna ativista e defende a educação sexual nas escolas. Também participou de conferencias, seminários e debates na mídia, em Universidades, Congressos e empresas. Em 1998 ganha uma bolsa para participar do Congresso Mundial de HIV/Aids em Genebra, na Suíça, apresentando seu livro em um trabalho em poster.
Em 2007 e 2008 a autora passa uma temporada no México palestrando em diversas escolas devido à adoção de seu livro, traduzido para o espanhol com o título ¿Por qué a mí?.
No teatro sua história é adaptada pelo dramaturgo Dib Carneiro Neto. Em 2011 e 2012 a peça é encenada no teatro Anchieta no SESC Consolação em São Paulo sob a direção de Abigail Wimer. E em 2019, em outra temporada, percorre vários pontos da cidade.
Valéria se forma em Comunicação Social - Jornalismo em 2007 e trabalha como repórter na Agência de Noticias da AIDS e como freelancer para diversos impressos. Em 2010 conclui uma Pós-graduação em Prática Literária.
Em 2016 cursa outra Pós-graduação, dessa vez em Mindfulness - Programa para promoção da saúde na UNIFESP, que inclui técnicas de tradições meditativas orientais adaptadas para contexto laico. Se torna instrutora de  Mindfulness voltado para a educação, participando de projetos de pesquisa e dando cursos para professores e alunos da rede Pública, visando promover o aumento da capacidade de concentração e rendimento acadêmico, além do aprimoramento das relações interpessoais e do ambiente escolar.
Livros
- Depois daquela viagem - diário de bordo de uma jovem que aprendeu a viver com Aids (Ed Ática,1997)
- Papo de garota (coletânea de crônicas Ed. O nome da rosa, 2001()
- Enquanto estamos crescendo (coletânea de crônicas. Ed Ática, 2003)

Participou das antologias de contos:
- Grandes amigos - Pais e filhos (Panda Books, 2005)
- Mecanismos precários (Ed Terracota, 2010)
- Para gostar de ler – Histórias sobre leituras (Ática- 2015)